# لوئیس، تگزاس
لوئیس (به انگلیسی: Louise) یک منطقهٔ مسکونی در ایالات متحده آمریکا است که در شهرستان وارتون، تگزاس واقع شده‌است. لوئیس ۱۷٫۲ کیلومتر مربع مساحت و ۹۹۵ نفر جمعیت دارد و ۲۶ متر بالاتر از سطح دریا واقع شده‌است.